# De la Pirotechnia

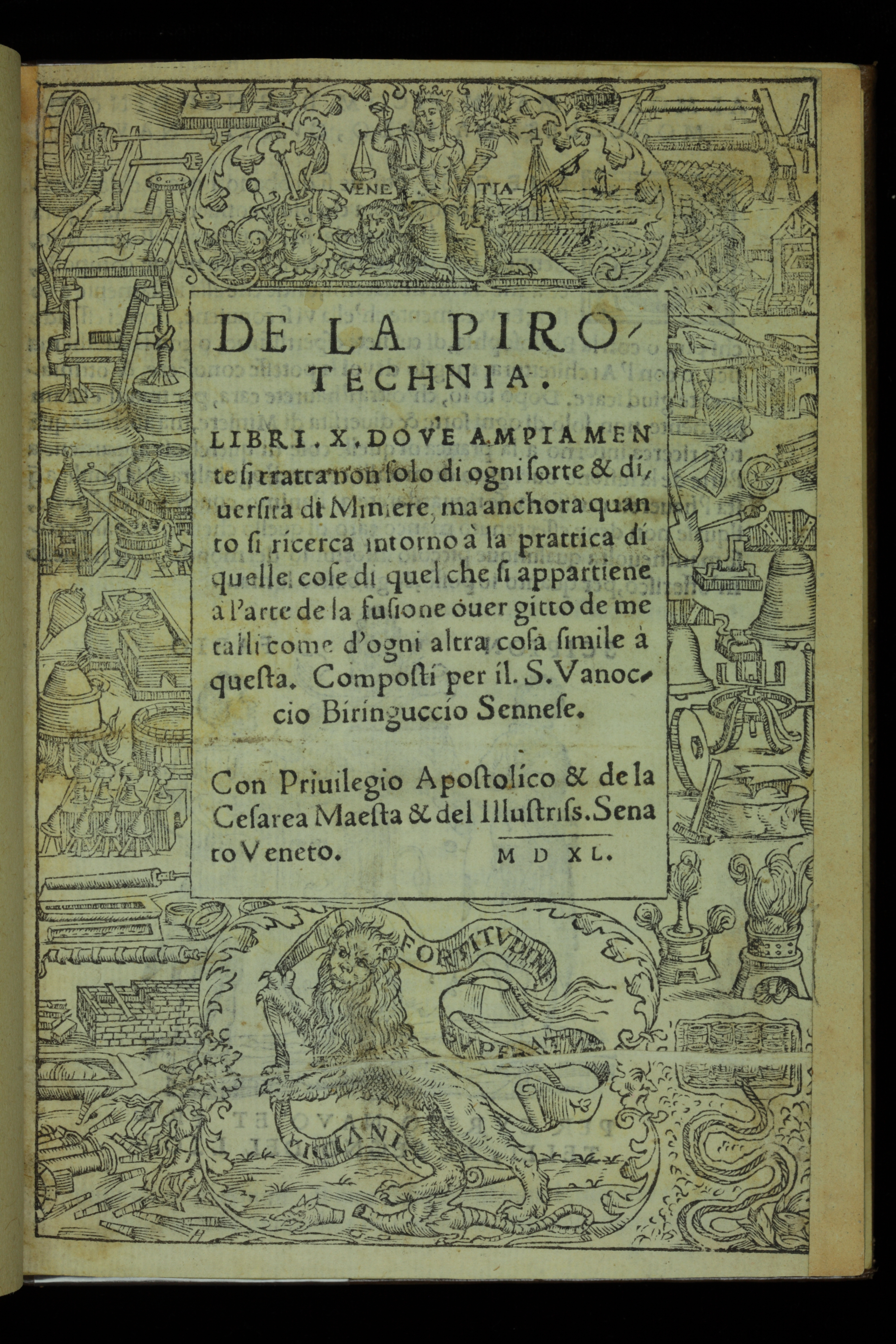
Portada ilustrada de De la Pirotechnia

De la Pirotechnia se considera el primer libro impreso sobre metalurgia que fue publicado en Europa. Fue escrito en italiano y publicado en Venecia en 1540.  El autor fue Vannoccio Biringuccio, ciudadano de Siena, Italia.
El segundo libro sobre metalurgia, De re metallica, fue escrito en latín por Georgius Agricola, y publicado en 1556.

## Traducciones
Ambos libros fueron traducidos al español, al inglés y a otras lenguas, fundamentalmente en el siglo XX. La traducción al inglés (1943) fue obra de Cyril Stanley Smith, un químico sénior que perteneció al Proyecto Manhattan, y de Martha Teach Gnudi. Ambos libros fueron ilustrados con amplios y hermosos grabados sobre madera. La traducción de De la Pirotecnia contiene extensas notas bibliográficas.
Recientemente se ha presentado una edición facsímil, traducida al castellano, por parte de Círculo Científico, con la colaboración del Consejo Superior de Colegios de Ingenieros de Minas de España, a cargo de José Carrasco Galán, Eleonora Arrigoni y otros autores.